# NGC 6202
NGC 6202 (ook: NGC 6226) is een spiraalvormig sterrenstelsel in het sterrenbeeld Draak. Het hemelobject werd op 24 september 1862 ontdekt door de Duits-Deense astronoom Heinrich Louis d'Arrest.

## Synoniemen
- UGC 10532
- MCG 10-23-43
- ZWG 299.22
- PGC 58847